# Patrick Jamain
Patrick Jamain (Châteauroux, 5 de juny de 1944 - 22 de febrer de 2023), és un director de cinema francès.

## Biografia
Patrick Jamain va començar la seva carrera al cinema com a ajudant de Sergio Gobbi amb qui va filmar Le Temps des loups (1969), Un beau monstre (1971) ou encore Les Voraces (1973).
El productor, Sergio Gobbi també li permet signar el seu primer llargmetratge com a cineasta per dret propi. Es tracta del thriller L’Affaire Crazy Capo (1973) amb Maurice Ronet, Jean-Pierre Marielle i Jean Servais.
Patrick Jamain dedicarà gairebé tota la seva carrera a dirigir pel·lícules de televisió. Va intentar tornar a la gran pantalla amb el thriller Lune de miel (1985) amb Nathalie Baye, una pel·lícula que no va tenir èxit comercial. Patrick Jamain va tornar després a la direcció per a televisió amb no menys de trenta capítols de la sèrie Navarro rodats entre 1989 i 2006, però també nombroses sèries com Frank Riva (amb Alain Delon), Marc Eliot (amb Xavier Deluc), Quai n°1 (amb Sophie Duez).
Després de dedicar la seva vida a la ficció criminal, es va retirar el 2009.

## Filmografia

### Actor
- 1992 : Omnibus, curtmetratge de Sam Karmann: el viatger considerat

### Director
Cinema
- 1973 : L'Affaire Crazy Capo
- 1985 : Lune de miel

Télevisió
- 1978 : Cinéma 16 - telefilm : Thomas Guérin, retraité
- 1980 : Cinéma 16 - telefilm : C'est grand chez toi
- 1980 : Le Mandarin
- 1981 : Julien Fontanes, magistrat (sèrie de televisió, episodi La dixième plaie d'Égypte
- 1983 : La Vitesse du vent
- 1984 : L'Île de la jeune fille bleue
- 1985 : Mariage blues
- 1986 : Azizah, la fille du fleuve
- 1988 : Les Nouveaux Chevaliers du ciel
- 1988 : Cinéma 16 - telefilm : Les Grenadines
- 1991 : Navarro amb Roger Hanin (sèrie de televisió - min 28 episodis)
- 1995 : François Kléber amb Gérard Lanvin
- 1997 : Langevin : le secret
- 1999 : Palazzo
- 1999 : Voleur de cœur
- 2003 : Quai n°1
- 2003 : Frank Riva amb Alain Delon
- 2003 : SOS 18
- 2009 : Action spéciale douanes (sèrie de televisió - 4 episodis)
- 2009 : Blanche Maupas

### Assistent de director
- 1969 : Le Temps des loups, de Sergio Gobbi
- 1970 : Vertige pour un tueur de Jean-Pierre Desagnat
- 1971 : Un beau monstre de Sergio Gobbi
- 1971 : La Part des lions, de Jean Larriaga
- 1972 : La Vierge de Tadeus Matuchewsky
- 1973 : Les Voraces de Sergio Gobbi
- 1973 : La Punition de Pierre-Alain Jolivet
- 11975 : Les Onze Mille Verges d'Éric Lipmann
- 1979 : JJe te tiens, tu me tiens par la barbichette de Jean Yanne